# Mutnedżmet
Mutnedżmet – druga żona Horemheba, ostatniego faraona z XVIII dynastii. Jej imię tłumaczone jest jako: Bogini Mut jest najsłodsza. 

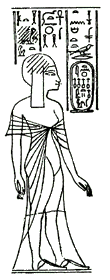
Przedstawienie Mutnedżmet z grobowca w Tell el-Amarna

Poślubiła Horemheba tuż przed jego wyborem na faraona, stąd wynikają opinie, że małżeństwo to miało pomóc Horemhebowi w poparciu jego dążeń do objęcia tronu. Jej wizerunki, jako małej dziewczynki pojawiają się w grobowcu Aj, co wskazuje że mogła być jego córką. Na innych przedstawieniach pojawia się w towarzystwie trzech córek Nefertiti – Meritaton, Meketaton, i Anchesenamon, co z kolei interpretowane jest jako wskazówka, że Mutnedżemet była siostrą Nefertiti.
Zmarła w 13. roku rządów Horemheba w wieku około 40 lat.